# Herb Berlina

Herb z roku 1935, po wojnie herb tylko Berlina Wschodniego

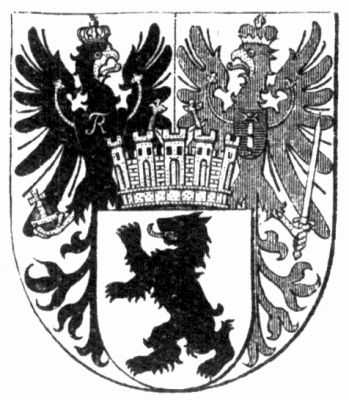
Herb Berlina z 1875 roku

Herb Berlina − jeden z oficjalnych symboli tego miasta i kraju związkowego RFN.
Herb przedstawia wspiętego niedźwiedzia na białej (srebrnej) tarczy. Zwierzę jest koloru czarnego z czerwonymi pazurami i językiem wysuniętym z otwartej paszczy najeżonej białymi (srebrnymi) zębami. Sylwetka i wzrok niedźwiedzia skierowane są w heraldyczną prawą stronę. Tarczę zwieńcza nietypowe połączenie korony miejskiej (corona muralis) z zamkniętą bramą z koroną zwieńczoną fleuronami.
Herb w obecnej wersji przyjęty został w 1954 r. dla Berlina Zachodniego, a od 1990 r. dla całego, zjednoczonego Berlina.